# نوماد (فرقة)
نوماد (Nomads) الرحل فرقة موسيقية فرانكو جزائرية .

## أعضاء
- فيليب جاكوت : الغيتار ، لوحات المفاتيح ، مؤلف أغاني ، الإنتاج
- لوران دافوريو : لوحات المفاتيح ،
- إيرل تالبوت : مغني
- احمد (حميدو) تقجوت : غناء ، كمان ، عود

## قصة
بعد رحلة إلى المغرب ، قرر فيليب جاكوت ولوران دافوريو ، صديقان موسيقيان ، تصميم نموذج بإيقاعات مغاربية. أثناء عملهم ، ويلتقون بإيرل تالبوت الأمريكي ، الذي لديه استوديو ومدرسة موسيقى في شيكاغو ، وينضم إلى المجموعة. بالنسبة لمغني المجموعة ، يبحث جاكوت ودافوريو عن شخص غريب بما يكفي لتبرير اسم الرحل . من خلال الصحفي توفيق حكيم ، حضروا حفلاً موسيقيًا عربيًا أندلسيًا للمغني الجزائري حميدو تقجوت. في نهاية الحفل أخبروه عن مشروعهم ووافق على المشاركة في المغامرة.
بمجرد الانتهاء من النموذج ، يرسله مديرهم إلى منتجين مختلفين. وافق الكثيرون ، لكنهم اختاروا علامة Une Musique لأنها كانت شركة إنتاج TF1 ، إحدى أهم القنوات الفرنسية الأوروبية. في ألبوم يتكون من اثني عشر إتجاه، تم إصدار أغنية  ياكاليلو كأغنية واحدة وأصبحت ناجحة في صيف عام 1998.

## ديسكوغرافي

### البوم
- 1998 : عالم أفضل

### الفردي
- 1998 : ياكاليلو
- 1998 : سليبابي